# 意麺

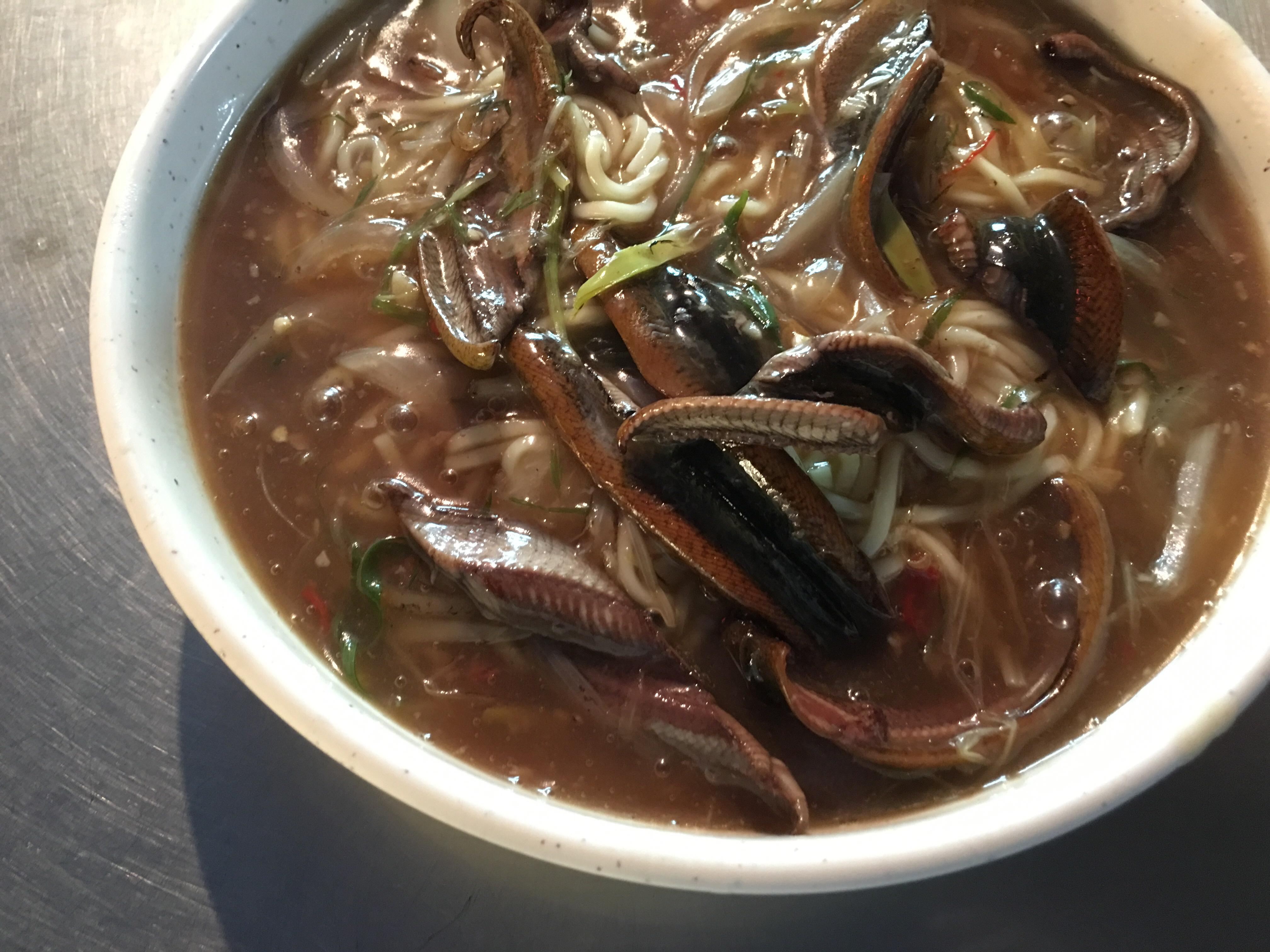
タウナギを乗せた鱔魚意麺

意麺（イーミェン）は、台南市鹽水発祥とされる伝統的な麺、食材である。
小麦粉と卵（鶏卵やアヒルの卵）を使い、水を加えずに作った麺で、平打ちの縮れ麺である。
広東料理発祥の卵麺である伊麺（伊府麺）とは、厳密には別物ではあるが同一視されていることも多い。